# Оттонеум
Оттонеум (нем. Ottoneum) — первое театральное здание Германии, расположено в Касселе. Сегодня в нём находится музей естествознания.
Оттонеум был возведён по заказу ландграфа Морица Гессен-Касселя в 1603—1606 годах и назван в честь сына графа Морица Отто. После появления Государственного театра Кассель в 1690 году Оттонеум стал хранилищем реликвий ландграфства Гессен-Кассель. Позднее в этом здание проходило обучение латыни и естественным наукам.
В 1888 году здание было передано под музей естествознания. В 1929 году Оттонеум стал одним из значимых музеев Германии. Музей перенял экспонаты бывших музеев Пруссии.
В ночь с 22 на 23 октября 1943 года здание подверглось бомбардировке, в результате возник пожар, повлёкший утрату многочисленных экспонатов. После Второй мировой войны здание было восстановлено и превратилось в Кассельский городской музей.
На сегодняшний день в музее хранятся реликвии ландграфства Гессен-Касселя, а также археологические находки, обнаруженные в Северном Гессене.
В 1994—1997 годах здание было отреставрировано. Несколько выставочных залов были отданы под экспозицию documenta.
- Западный фасад Оттонеума
- Скульптура перед главным входом (Дени Папен)